# Велинград (община)
Община Велинград се намира в Южна България и е една от съставните общини на област Пазарджик.

## География

### Географско положение, граници, големина
Общината е разположена в югозападната част на област Пазарджик. С площта си от 604,471 km2 заема 3-то място сред 12-те общините на областта, което съставлява 13,49% от територията на областта. Границите ѝ са следните:
- на север – община Белово;
- на североизток – община Септември;
- на изток – община Ракитово;
- на югоизток – община Батак;
- на юг – община Сърница;
- на запад – община Белица и община Якоруда, област Благоевград.

### Природни ресурси

#### Релеф
Релефът на общината е високо и средно планински, като територията ѝ изцяло попада в пределите на Западните Родопи.
Районите на юг от Чепинската котловина и на изток от горното течение на Чепинска река се заемат от крайните западни, най-високи части на Баташка планина – рида Сюткя с най-високата си точка връх Голяма Сюткя 2186 m, разположен на границата с община Ракитово.
В югозападна четвъртина на общината (около половината от територията ѝ) се простират крайните северни, най-високи части на дългия Велийшко-Виденишкия дял на Западните Родопи. В него, в изворната област на Рибна река (най-горното течение на Чепинска река), на границата с община Батак, се издига най-високата му точка – връх Сребрен (1900,5 m).
Северната четвъртина на община Велинград се заема от южните части на крайния северозападен рид Алабак на Западните Родопи. Неговата максимална височина е връх Черновец (1834 m), който се намира на около 4 km източно от село Юндола, а на границата с община Септември се издига скалистият връх Милеви скали (1593,5 m).
Между големия завой на Чепинска река на запад и север и Републикански път II-84 на изток и юг в пределите на общината попадат крайните западни части на рида Къркария. Неговата най-висока точка в общината – връх Тунова чука (1061,5 m) се издига източно от село Драгиново.
Между ридовете Алабак и Къркария на север и Баташка планина на юг се простира обширната и равна Чепинска котловина, като в пределите на общината попада нейната западна, ниска част.
Най-ниската точка на община Велинград се намира в най-североизточната ѝ част, източно от гара Долене, в коритото на Чепинска река – 535 m н.в.

#### Води
Община Велинград е изключително богата на повърхностни и подпочвени води. Главна водна артерия на общината е Чепинска река, която протича през нея с цялото си горно и средно течение. Тя води началото си под името Рибна река от западното подножие на връх Малка Сюткя и до горския пункт Каратепе тече в западна посока. След това завива на север и до навлизането си в Чепинската котловина протича в дълбока долина и залесена долина под името Банска Бистрица, като служи за граница между Баташка планина и Велийшко-Виденишкия дял на Западните Родопи. В този си участък получава множество притоци, по-големи от които са реките: Поляница (Пофандере) и Абланица (леви) и Лепеница (десен). След това реката протича през най-западната част на Чепинската котловина и през общинския център Велинград. Тук тя получава отдясно най-големия си приток – река Мътница. След като премине през центъра на село Драгиново, реката навлиза в много дълбок и непроходим каньон, като заобикаля от запад, север и североизток крайния северозападен връх Лъкатина чука на рида Къркария. След гара Долене излиза от каньона, прави малко долинно разширение, навлиза отново в Чепинския пролом и напуска пределите на общината. В този си участък реката служи за граница между западнородопските ридове Алабак и Къркария.
В западната част на Чепинската котловина, в района на град Велинград бликат около 80 броя топли минерални извори, на базата на които са изградени множество санаториуми, лечебници, модерни СПА центрове и хотели.

## Население

### Етнически състав (2011)
Численост и дял на етническите групи според преброяването на населението през 2011 г.:
|                     | Численост | Дял (в %) |
| Общо                | 40 707    | 100,00    |
| Българи             | 26 055    | 64,01     |
| Турци               | 1 540     | 3,78      |
| Цигани              | 2 141     | 5,26      |
| Други               | 1 279     | 3,14      |
| Не се самоопределят | 1 629     | 4,00      |
| Неотговорили        | 8 063     | 19,81     |

### Населени места
Общината има 21 населени места с общо население 32 951 жители към 7 септември 2021 г.
| Населено място | Население (2021 г.) | Площ на землището km2 | Забележка (старо име)                                 | Населено място | Население (2021 г.) | Площ на землището km2 | Забележка (старо име)           |
| -------------- | ------------------- | --------------------- | ----------------------------------------------------- | -------------- | ------------------- | --------------------- | ------------------------------- |
| Абланица       | 378                 | 11,874                |                                                       | Долна Дъбева   | 263                 | -                     | в землището на село Света Петка |
| Алендарова     | 267                 | -                     | Алендарови, Шондрови, в землището на село Света Петка | Драгиново      | 4759                | 75,356                | Корова, Корово                  |
| Биркова        | 397                 | 3,677                 |                                                       | Кандови        | 202                 | -                     | в землището на село Пашови      |
| Бозьова        | 22                  | 23,770                |                                                       | Кръстава       | 1032                | 159,748               |                                 |
| Бутрева        | 174                 | 5,387                 |                                                       | Пашови         | 877                 | 26,874                |                                 |
| Велинград      | 20258               | 124,955               |                                                       | Рохлева        | 364                 | 4,931                 |                                 |
| Враненци       | 157                 | 2,103                 |                                                       | Света Петка    | 1391                | 55,689                | Лютово                          |
| Всемирци       | 306                 | -                     | Джианови, в землището на село Света Петка             | Цветино        | 138                 | 6,820                 | Флорово                         |
| Горна Биркова  | 196                 | -                     | в землището на село Кръстава                          | Чолакова       | 172                 | 11,221                |                                 |
| Горна Дъбева   | 198                 | 2,621                 |                                                       | Юндола         | 209                 | 13,887                |                                 |
| Грашево        | 1191                | 75,558                | Грашовски                                             | ОБЩО           | 32951               | 604,471               | 5 населени места са без землища |

## Административно-териториални промени
- МЗ № 2820/обн. 14 август 1934 г. – преименува колиби Джианови на колиби Всемирци;

– преименува колиби Юмерови на колиби Сойка;
– преименува село Флорово на село Цветино;
– преименува село Баня Чепино (Баня Чепинско, Баня) на село Чепино;
– преименува колиби Алендарови на колиби Шондрови;
- МЗ № 1380/обн. 1 април 1939 г. – признава колиби Света Петка за село Света Петка;
- ПМС № 4/обн. 5 февруари 1948 г. – обединява селата Каменица, Лъжене и Чепино в едно населено място – град Велинград;
- Указ № 72/обн. 19 февруари 1952 г. – преименува село Света Петка на село Лютово;
- Указ № 466/обн. 28 август 1964 г. – възстановява старото име на село Лютово на село Света Петка;
- Указ № 960/обн. 4 януари 1966 г. – осъвременява името на колиби Грашовски на колиби Грашево;

– осъвременява името на село Корова на село Корово;
– осъвременява името на колиби Мечекоритски на колиби Мече корито;
- Указ № 991/обн. 22 юни 1971 г. – преименува село Корово на село Драгиново;
- Указ № 1521/обн. 24 октомври 1975 г. – признава населено място Абланица (от село Цветино) за отделно населено място – село Абланица;

– присъединява к. Мече корито към колиби Грашево и признава колиби Грашево за село Грашево;
– признава населено място Кръстава (от село Цветино) за отделно населено място – село Кръстава;
– признава колиби Пашови за село Пашови;
- Указ № 2294/обн. 26 декември 1978 г. – заличава колиби Магерови и ги присъединява като квартал на село Абланица;

– преименува колиби Шондрови на колиби Алендарови и ги признава за село Алендарова;
– признава населено място Биркова (от село Цветино) за отделно населено място – село Биркова;
– признава населено място Бозьова и Елан дере (от село Цветино) за отделно населено място – село Бозьова;
– признава населено място Бузгова, Бутрева, Дренкова, Ислямова и Палевска (от село Цветино) за отделно населено място – село Бутрева;
– признава населено място Враненци и Ходжовете (от село Цветино) за отделно населено място – село Враненци;
– присъединява колиби Далови към колиби Всемирци и признава колиби Всемирци за с. Всемирци;
– признава населено място Горна Биркова, Кундюва и Шандрова (от село Цветино) за отделно населено място – село Горна Биркова;
– признава населено място Горна Дъбева и Кехайова (от село Цветино) за отделно населено място – село Горна Дъбева;
– обединява колиби Дъбови и колиби Сойка в едно населено място – село Долна Дъбева;
– признава колиби Кандови (Долни Кандови) за село Кандови;
– присъединява населено място Асанова и Крантите като квартали на село Кръстава;
– обединява колиби Гегови и населените местности Рохлева, Боровинкова, Пашалиева и Юрукова (от с. Цветино) в едно ново населено място – с. Рохлева;
– признава населено място Дживгова, Лешкова, Лютева, Салиева и Чолакова (от село Цветино) за отделно населено място – село Чолакова;
- Указ № 2932/обн. 30 септември 1983 г. – признава населено място (курортно селище) Юндола (от град Велинград) за отделно населено място – село Юндола;
- Указ № 3005/обн. 9 октомври 1987 г. – закрива община Сърница и заедно с включените в състава ѝ населени места я присъединява към община Велинград;
- Указ № 177/обн. 29 юли 2014 г. – отделя населените места: град Сърница, село Медени поляни и село Побит камък от община Велинград и образува община Сърница с административен център град Сърница.

## Транспорт
През общината, от изток на запад, в това число и през общинския център, преминава участък от 50,2 km от трасето на теснолинейната жп линия Септември–Добринище (от km 17,7 до km 67,9).
През общината преминават частично 3 пътя от Републиканската пътна мрежа на България с обща дължина 66,1 km:
- участък от 30,3 km от Републикански път II-84 (от km 29,4 до km 59,7);
- началният участък от 5,8 km от Републикански път III-842 (от km 0 до km 5,8);
- началният участък от 30 km от Републикански път III-843 (от km 0 до km 30,0).

## Топографска карта
- Лист от карта K-34-72. Мащаб: 1 : 100 000.
- Лист от карта K-34-84. Мащаб: 1 : 100 000.
- Лист от карта K-35-61. Мащаб: 1 : 100 000.
- Лист от карта K-35-73. Мащаб: 1 : 100 000.